# Adolfo Ibáñez Boggiano
Adolfo Ibáñez Boggiano (Parral, 1880-1949) fue un empresario y político chileno, fundador de las empresas Compañía Comercial e Industrial Tres Montes S.A (hoy Tresmontes Lucchetti) y Sociedad Comercial de Almacenes Ltda. (hoy Walmart Chile). Se desempeñó como ministro de Fomento de su país, durante el primer gobierno del presidente Carlos Ibáñez del Campo entre 1927 y 1928.

## Familia y estudios
Nació la comuna chilena de Parral en 1880, hijo de Emiliano Galvarino Ibáñez y Ana María Boggiano. Su padre fue educado en Estados Unidos. A los quince años de edad, su familia se encontraba en problemas económicos, por lo que se retiró de tercer año de humanidades para comenzar a trabajar. Fue cajero del diario El Sur de Concepción.
Se casó con Graciela Ojeda Rivera, con quien tuvo cinco hijos; Pedro, Graciela, Manuel, Ismenia y Ana.

## Carrera empresarial
En 1899 fue contratado para un cargo menor por la firma R. Gratau y Cía. La sociedad se disolvió en 1908, y en 1909 los negocios se fusionaron con los de Enrique Bahre y Cía. de Valparaíso, a la que posteriormente se integró Pablo Herbst —tomando el nombre de Bahre, Herbst y Cía.— y Adolfo Ibáñez.
En 1914 Herbst se retiró del negocio, y en 1925 hizo lo mismo Bahre, quedando la sociedad a manos de Ibáñez, pasando a llamarse Adolfo Ibáñez y Cía. La compañía diversificó sus inversiones en la década de 1930, entrando al mercado alimenticio a través de los Depósitos Tres Montes, una empresa dedicada al comercio minorista fundada en 1918.
En 1944 los negocios de Adolfo Ibáñez se dividieron en tres empresas; Compañía Comercial e Industrial Tres Montes S.A. (hoy Tresmontes Lucchetti), dedicada a la importación de alimentos, Ibáñez y Cía., dedicada a la distribución de alimentos y la Sociedad Comercial de Almacenes Ltda. (posteriormente Distribución y Servicio, D&S, actualmente Walmart Chile).

## Cargos políticos y públicos
En el ámbito político, integró las filas del Partido Liberal (PL). El 29 de septiembre de 1927, en el marco del gobierno de Carlos Ibáñez del Campo, mediante el decreto supremo n° 6.573, fue creado el Ministerio de Fomento (actual Ministerio de Obras Públicas), siendo nombrado como primer titular de la nueva repartición. Dejó el cargo el 22 de febrero de 1928, siendo reemplazado por Conrado Ríos Gallardo.
Entre otras actividades, actuó como presidente del Rotary Club de Valparaíso y de la Cámara Central de Comercio de Valparaíso.

## Legado
Falleció en 1949. Sus herederos crearon la Fundación Adolfo Ibáñez en 1951, la cual sería base para la creación de la Escuela de Negocios de Valparaíso en 1953 y, que en 1988, se convertiría en la Universidad Adolfo Ibáñez.